# Nitokra bdellurae
Nitokra bdellurae is een eenoogkreeftjessoort uit de familie van de Ameiridae. De wetenschappelijke naam van de soort is voor het eerst geldig gepubliceerd in 1912 door Liddell.